# Arca di San Domenico
Arca di San Domenico (Skrinja svetega Dominika) je spomenik, ki vsebuje ostanke svetega Dominika. Stoji v kapeli sv. Dominika v baziliki sv. Dominika v Bologni v Italiji.

## Zgodovina
Izdelavo te umetniške mojstrovine so v ločenih fazah izvedli najboljši kiparji svojega časa in je trajalo skoraj 500 let.
Sveti Dominik je umrl v samostanu cerkve San Nicolò delle Vigne 6. avgusta 1221. Pokopan je bil za oltarjem. Cerkev San Nicolò je bila med letoma 1228 in 1240 razširjena v baziliko San Domenico. Svetnikove posmrtne ostanke so leta 1233 prenesli z mesta za oltarjem v preprost marmornat sarkofag, ki je bil na tleh v desni ladji cerkve. za verne. Ker večina romarjev, ki so prišli v velikem številu, da bi si ogledala grob, ni mogla videti tega svetišča, skritega pred tolikšnimi stoječimi ljudmi, se je čutila potreba po novem svetišču.
Leta 1264 so dominikanci kiparju Nicoli Pisanu naročili, naj ustvari novo grobnico za njihovega ustanovitelja. Nicola je načrtoval novo grobnico in izrezljal več figur za glavno stran sarkofaga, preden so ga leta 1265 poklicali v Sieno, da bi zgradil prižnico za stolnico. Arco so dokončali njegovi pomočniki v delavnici, ki jih je vodil Lapo di Ricevuto. Pravokotni sarkofag je prvotno nosil kariatidne figure. Ko je bila skrinja pozneje preoblikovana, so bili ti nosilci razpršeni in so zdaj pogojno identificirani v več muzejih: nadangela »Mihael« in »Gabriel« (v Muzeju Viktorije in Alberta v Londonu), kip »Vera« (Louvre, Pariz) , skupina treh diakonov (v Bargellu v Firencah) in podobna skupina v Muzeju lepih umetnosti v Bostonu.
Sarkofag je bil leta 1411 prestavljen v sredino cerkve. Med letoma 1469 in 1473 so Niccolò dell'Arca in številni drugi mojstri svoje umetnosti dodali krono na ravni vrh sarkofaga. Med njimi je bil mladi Michelangelo, ki je dodal kipec San Petronio (zaščitnika Bologne), angela s svečnikom in San Procolo (močno spominja na Davidov kip, narejen deset let pozneje).
Leta 1532 je Alfonso Lombardi dodal stopnico med sarkofag in oltarno ploščo.
Današnjo kapelo svetega Dominika je leta 1597 obnovil bolonjski arhitekt Floriano Ambrosini in nadomestil majhno gotsko kapelo, ki je bila zgrajena leta 1413. Dominikanci so želeli za svojega ustanovitelja kapelo, ki bi ustrezala sijaju drugih obstoječih kapel. Freska na kupoli apside Slava svetega Dominika (1613-1615), ki prikazuje vzpon svetnika v nebesa, je baročna mojstrovina Guida Renija, umetniška vrednost te freske se ujema z vrednostjo spodnje skrinje svetega Dominika.
Nazadnje so v 18. stoletju celotno grobnico postavili na marmorni oltar. V majhni kapeli, na zadnji strani grobnice, je zlati relikviarij z glavo sv. Dominika, mojstrovina Jacopa Roseta da Bologna (1383).

## Sarkofag
Sarkofag je srednji in tudi najstarejši del svetišča. Vsebuje ostanke svetega Dominika v krsti iz ciprese, razen njegove glave (ki je ohranjena v relikviariju na zadnji strani spomenika). Nicola Pisano, ki je bil že znan po svoji prižnici v krstilnici v Pisi, je bil leta 1264 naprošen, naj izdela ta sarkofag. Vsekakor je bil odgovoren za načrtovanje, vendar je glavnino dela prepustil svoji delavnici, saj je leta 1265 že delal na novem naročilu (prižnica za Siensko stolnico).
Sprednjo stran je izdelal v svoji delavnici, deloma sam Nicola Pisano, večinoma pa njegov pomočnik Lapo di Ricevuto. in še en slavni kipar Arnolfo di Cambio. Dominikanski brat fra Guglielmo iz Pise (ki je leta 1270 zasnoval tudi prižnico v San Giovanni Fuorcivitas v Pistoii) je prispeval majhen prispevek. Po Gnudiju (glej ref.) je bil vpleten tudi anonimni Peti mojster. Sodelovanje več kiparjev pri tako velikem naročilu je bila običajna praksa v srednjeveškem kiparstvu.
Sarkofag pripoveduje o življenju in čudežih svetega Dominika v seriji šestih izrezljanih plošč. Kompozicije so lepo zapolnjene s figurami v organiziranih vrstah, kar daje enoten pristop k prostoru. Sarkofag na vsakem vogalu obdajajo kipi štirih cerkvenih učiteljev v visokem reliefu.
Prizori so razporejeni v naslednjem zaporedju od leve proti desni in v nasprotni smeri urinega kazalca:
- Na levem vogalu stoji apostol Pavel.
- Sveti Dominik oživi mladega Napoleona Orsinija po usodnem padcu s konja. Izrazit obraz svetega Dominika, ki se tako razlikuje od bolj mehkih obrazov na tej sprednji plošči, pripisujejo Arnolfu di Cambiu.
- V sredini: visoki relief Devica z otrokom.
- Čudež knjige, ki jo je ogenj zavrnil, igra zgodbo o Dominikovem pridiganju v Fanjeauxu v južni Franciji proti albižanski hereziji.
- Na desnem vogalu sv. Dominik s knjigo in bičem.
- Angeli prinašajo bratom kruh po Dominikovi priprošnji, kar predstavlja enega prvih čudežev svetnika.
- Zadnja stran grobnice prikazuje dva prizora (vsak s tremi epizodami), ki ju ločuje kip Kristusa Odrešenika.
  - Na levi prizor iz življenja blaženega Reginalda Orleanskega, ustanovitelja samostana v Bologni; blaženi svetemu Dominiku obljubi vstop v red; blaženi zboli; Devica ga ozdravi in mu da navado pridigarskih bratov.
  - Desno: sv. Dominik prosi papeža Inocenca III., da odobri red; papež sanja o svetniku, ki podpira lateransko baziliko; papež odobri ustanovitev reda.
- V kotu na desni: visoki relief sv. Avguština, avtorja dominikanskega pravila.
- Zadnji relief podaja še dve epizodi: Apostola Peter in Pavel se prikažeta svetemu Dominiku, ko je molil v baziliki svetega Petra, in mu dasta palico in knjigo (simbola apostolskega poslanstva); svetnik pošilja svoje privržence na njihovo misijo, da bi pridigali po svetu.

Delo na sarkofagu je bilo končano leta 1267. Ta sarkofag, prvotno s svojimi kariatidnimi nosilci, je bil vzet za model za druge grobnice: svetišče sv. Petra Martira v baziliki San Eustorgio v Milanu, svetišče sv. Luke (1316) v bazilika San Giustina v Padovi in grobnica Beata Bertranda (ok. 1334-1350) v Vidmu.

## Krona
Ambiciozen dodatek krone na sarkofagu je bil leta 1469 naročen Niccolòju da Bariju, da dokonča ta nagro
Na vrhu kandelabra, ki se dviga iz venca, stoji impresiven kip Večnega očeta. Kandelaber držita dva putta, simbola neba, in štirje delfini, simboli morja, vse prekrito z girlandami s sadjem, simboli zemlje.
Na vencu ob vznožju je v sredini majhna Pietà, ki jo obdajata dva krilata angela (angel Marijinega oznanjenja in angel trpljenja), medtem ko na štirih vogalih stojijo štirje evangelisti v orientalskih oblačilih. Spodnji del venca obdaja več prostostoječih figur, zavetnikov Bologne: sveti Frančišek Asiški, sveti Petronij (začel Niccolò, končal pa mladi Michelangelo leta 1494), sveti Dominik in sveti Florijan. Na hrbtni strani stojijo kipi svete Ane, svetega Janeza Krstnika (izklesal Girolamo Cortellini leta 1539), svetega Vitala in svetega Prokla (Michelangelo, 1494 – podobnost in drža tega kipa kažeta, da je svojega Davida verjetno imel že leta misliti takrat).
Niccolò je na levi strani oltarne plošče pod sarkofagom dodal tudi nežnega angela, ki drži svečnik, medtem ko je Angel na desni strani s svojo mladostno močjo Michelangelov. Michelangelu je njegov pokrovitelj Francesco Aldovrandi plačal trideset dukatov.
Zaradi občudovanja, ki ga je prejela ta čudovita mojstrovina, so ga preimenovali v Niccolò dell'Arca. Likovni kritiki v tej mojstrovini zaznavajo mešanico vplivov: burgundskih, florentinskih in netoskanskih (kot so detajli v oblačilih). Način, kako ti kipci izražajo svoja čustva, vzorci v njihovih oblekah in laseh spominjajo na slog Jacopa della Quercia.

## Stopnica
Stopnica med sarkofagom in oltarno ploščo je bila tretji dodatek k spomeniku. Leta 1532 jo je izklesal Alfonso Lombardi (1497–1547). Ponovno prikazuje številne epizode iz življenja svetega Dominika.
- spredaj: (levo) rojstvo sv. Dominika; mladi Dominik, ki za pokoro spi na tleh; Sveti Dominik izkazuje svojo dobrodelnost s prodajo svojih dragocenih ročno izdelanih pergamentov za pomoč revnim (med študijem v Palenciji)
- spredaj (srednji del) Čaščenje Treh kraljev (z napisom: Alphonsus de Lombardis Ferraniensis F(ecit))
- spredaj (desno) Svetnika peljejo v nebesa po lestvi, ki jo podpirata Kristus in Devica.

## Oltar
Marmorni oltar je bil zadnji dodatek k Arci. Zasnoval jo je Mauro Tesi (1730–1766), pozneje pa jo je zgradil Alessandro Salviolini leta 1768. Na oltarni plošči stojita kipca angelov, ki držita svečnik; na levi Niccolò dell'Arca, na desni Michelangelo.
Fronta je bila izklesana v delavnici G. Battista Boudarda v Parmi leta 1768. Predstavlja pokop sv. Dominika po načrtu Carla Bianconija (1732–1802).

## Relikviarij
Za oltarjem je pod sarkofagom majhna kapelica, zaščitena z bronasto žaro, v kateri je dragocen relikviarij z glavo sv. Dominika. Ta mojstrovina iz zlata in srebra je delo zlatarja Jacopa Roseta iz Bologne (1383). Njegovo osmerokotno dno krasijo dovršene emajlirane plošče, povezane z dogodki iz življenja svetnika. Jašek je sestavljen iz treh nivojev. Stoji v sredini kroga s krilatimi angeli. Steblo podpira osmerokotni tempelj, ki vsebuje glavo. Krasijo jo gotska okna in kipci v nišah. Celoto krona srebrni svetnikov doprsni kip, ki pa je bil dodan pozneje.